# 84015 Efthymiopoulos
84015 Efthymiopoulos è un asteroide della fascia principale. Scoperto nel 2002, presenta un'orbita caratterizzata da un semiasse maggiore pari a 2,3666621 UA e da un'eccentricità di 0,1485110, inclinata di 5,28128° rispetto all'eclittica.
L'asteroide è dedicato all'astronomo greco Christos Efthymiopoulos.